# Moerbeke
|  | Per a altres significats, vegeu «Moorbek». |

Moerbeke és un municipi belga de la província de Flandes Oriental a la regió de Flandes, al marge del Moervaart.

## Evolució demogràfica
Font:NIS

## Situació
I:Moerbeke  II:Koewacht(-Moerbeke)  III:Kruisstraat
- a. Stekene
- b. Sinaai (Sint-Niklaas)
- c. Eksaarde (Lokeren)
- d. Wachtebeke